# Kabile
Kabile (bułg. Кабиле) – wieś w południowo-wschodniej Bułgarii, w obwodzie Jamboł w gminie Tundża. Według danych Narodowego Instytutu Statystycznego, 31 grudnia 2011 roku wieś liczyła 979 mieszkańców.

## Zabytki
W pobliżu wsi znajdują ruiny starożytnego (datowanego na IV wiek p.n.e.) miasta trackiego obejmujące świątynię Artemidy Fosforos i innych budowli użyteczności publicznej.